# Nicolas de Gonesse
Nicolas de Gonesse, né entre 1364 et 1371 et mort après 1415, est un écrivain et traducteur français.

## Biographie
Nicolas de Gonesse obtient une licence en théologie en 1400.
Il effectue les premières traductions en français de Valère Maxime, pour le duc Jean de Berry (1401), et de Plutarque.